# Pündericher Hangviadukt
Der 786 m lange Pündericher Hangviadukt auf der Moselstrecke gegenüber von Pünderich an der Mosel ist der längste Hangviadukt in Deutschland. Unmittelbar am nördlichen Ende des Viaduktes beginnt der Prinzenkopftunnel.

## Konstruktion
Der Hangviadukt ist etwa zehn Meter hoch und weist 92 Bögen auf. Jeder der Bögen hat eine lichte Weite von 7,20 m, die Pfeiler sind 1,30 m stark. Die Brücke besteht aus Bruchsteinen aus einem nahegelegenen Steinbruch und Ziegelsteinen, die von Ziegeleien aus Merl und St. Wendel geliefert wurden. Insgesamt wurden 19.000 m3 Mauerwerk verbaut.

## Geschichte

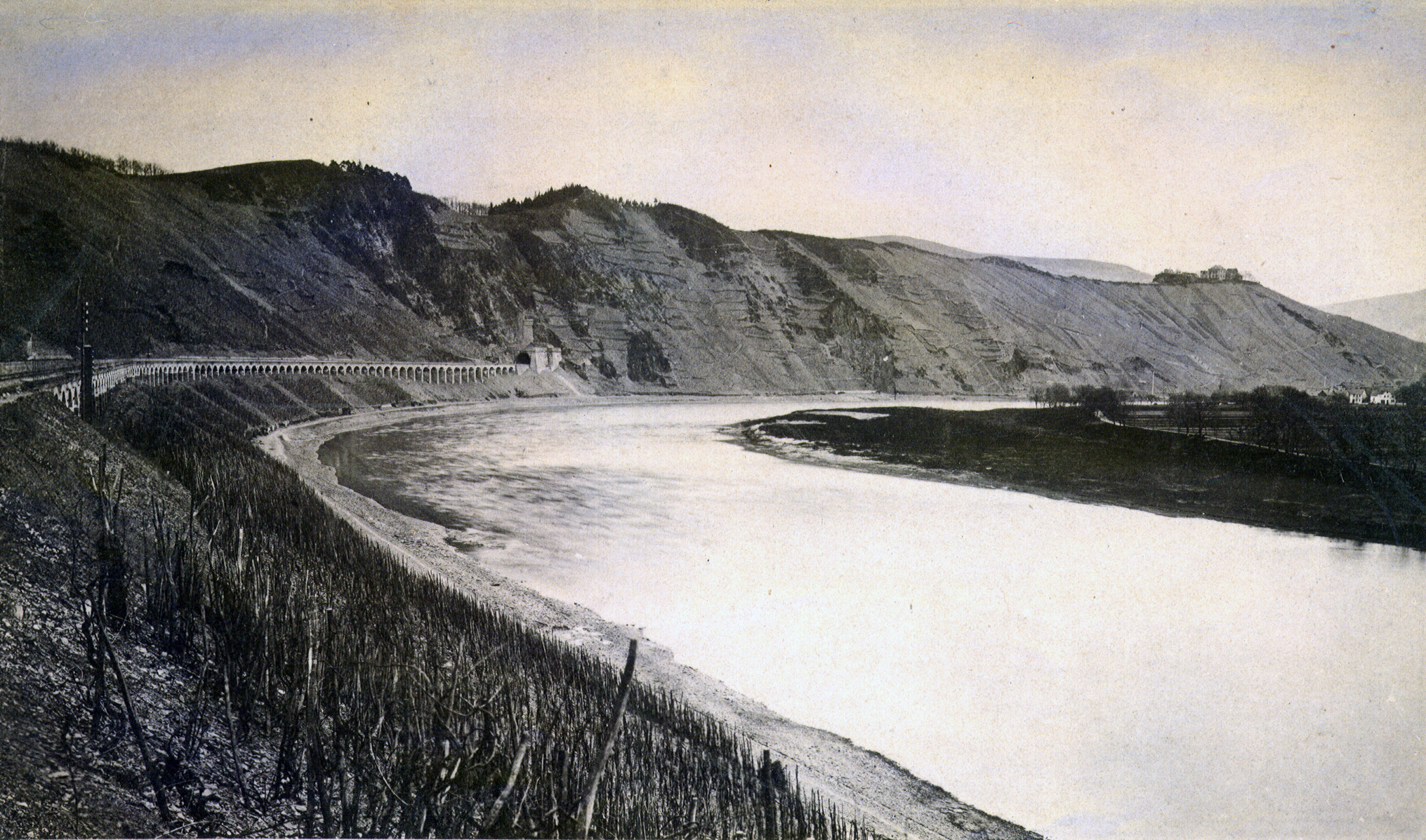
Das Hangviadukt um 1880

Die Vermessungsarbeiten im Bereich des Viaduktes begannen im Februar 1872. In den Jahren 1877 und 1878 wurde zunächst der Viadukt für das moselseitige Gleis gebaut und am 15. Mai 1879 mit der Eröffnung der Untermoselbahn in Betrieb genommen. Die von vornherein geplante bergseitige Erweiterung wurde in den Jahren 1879 und 1880 gebaut. Am 7. Oktober 1880 fand anlässlich der Fertigstellung der Brücke ein Schlusssteinfest statt.
Gegen Ende des Zweiten Weltkrieges sprengten deutsche Truppen auf dem Rückzug vier Bögen des Viaduktes. Die Reparaturarbeiten wurden nach Kriegsende mit Hilfe dienstverpflichteter Arbeitskräfte begonnen. Das moselseitige Gleis war am 1. September 1946 wieder befahrbar und bei der Wiederinbetriebnahme der Moselstrecke am 24. April 1947 war der Pündericher Viadukt wieder vollständig hergestellt.
Bei Bauarbeiten im Jahr 1952 wurde eine Urkunde gefunden, die beim Schlusssteinfest eingemauert worden war. Diese führt alle Dienststellen und Firmen auf, die sich beim Bau beteiligt hatten und das Dokument vergleicht die damaligen Baukosten mit denen für Lebensmittel wie Brot, Fleisch und Moselwein. Eine Flasche mit Moselwein kostete damals je nach Qualität zwischen 1 und 5 Mark.

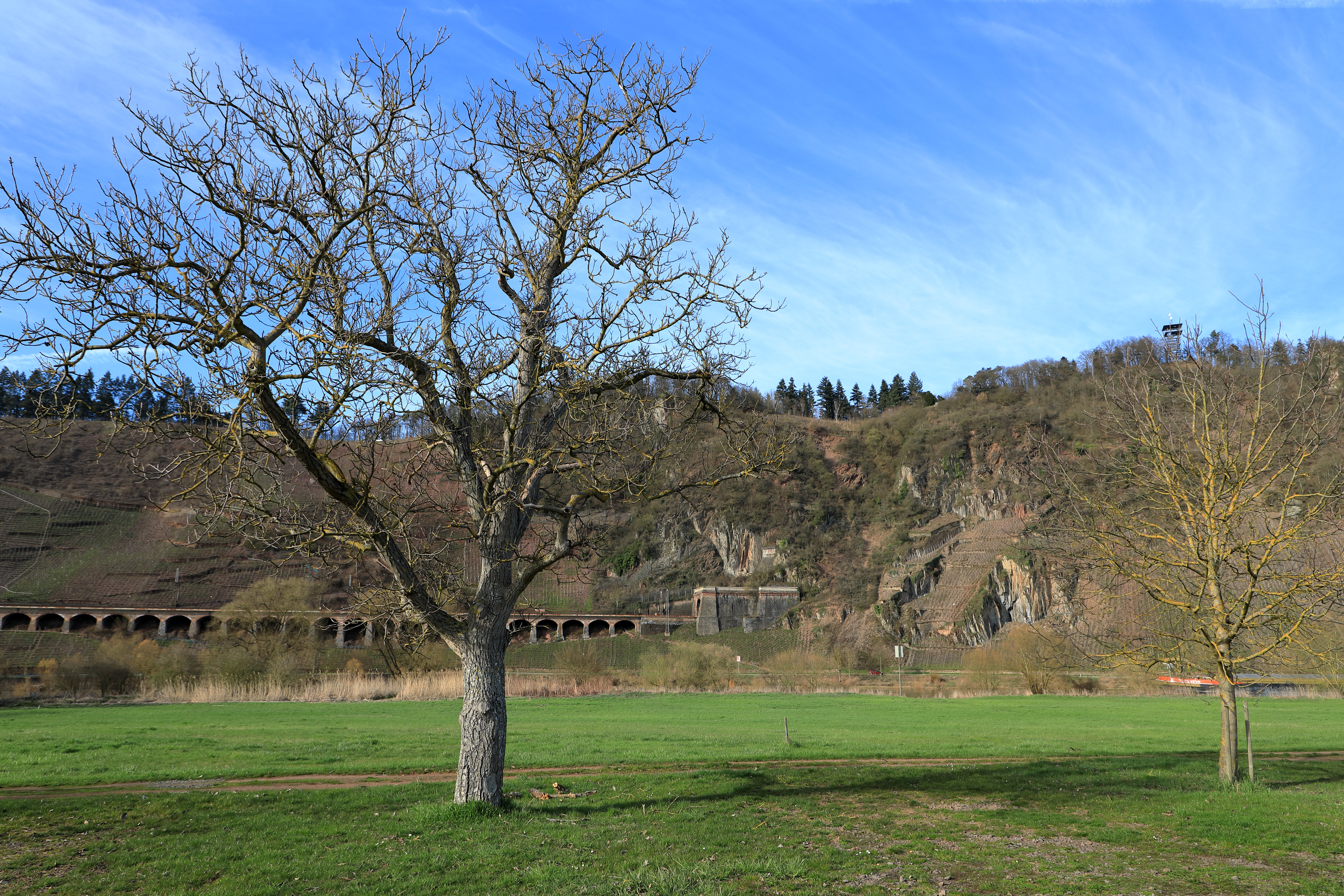
Blick von der Pündericher Moselseite

Anfang der 1970er Jahre wurden bei der Elektrifizierung der Moselstrecke die Gleise auf dem Viadukt tiefer gelegt, wozu kleinere Sprengarbeiten nötig waren. Dies war erforderlich, weil das Niveau der Brückengleise an das der Gleise im anschließenden Prinzenkopftunnel angepasst werden musste, welche ebenfalls abgesenkt wurden, damit genügend Raum für die Fahrleitung im Tunnel geschaffen werden konnte.
Im Rahmen der Feierlichkeiten zum 175. Geburtstag der deutschen Eisenbahn im Jahr 2010 wurde der Hangviadukt vom 2. bis 5. April beleuchtet und von Sonderzügen auf der Moselstrecke und der Nebenbahn nach Traben-Trarbach befahren.